# Ctenophthalmus gilliesi
Ctenophthalmus gilliesi är en loppart som beskrevs av Hubbard 1963. Ctenophthalmus gilliesi ingår i släktet Ctenophthalmus och familjen mullvadsloppor. Inga underarter finns listade i Catalogue of Life.